# Jugoszlávia az 1948. évi téli olimpiai játékokon
Jugoszlávia a svájci St. Moritzban megrendezett 1948. évi téli olimpiai játékok egyik részt vevő nemzete volt. Az országot az olimpián 4 sportágban 17 sportoló képviselte, akik érmet nem szereztek.

## Alpesisí
Férfi
| Versenyző       | Versenyszám | 1. futam | 1. futam | 2. futam | 2. futam | Összesítés    | Összesítés    |
| Versenyző       | Versenyszám | Idő      | Hely.    | Idő      | Hely.    | Idő           | Helyezés      |
| --------------- | ----------- | -------- | -------- | -------- | -------- | ------------- | ------------- |
| Jože Bertoncelj | Lesiklás    |          |          |          |          | 4:00,2        | 80.           |
| Franci Čop      | Műlesiklás  | 1:24,8   | 34.      | 1:18,9   | 39.      | 2:43,7        | 36.           |
| Matevž Lukanc   | Lesiklás    |          |          |          |          | 3:50,3        | 69.           |
| Matevž Lukanc   | Műlesiklás  | 1:17,2   | 25.      | 1:13,7   | 30.      | 2:30,9        | 27.           |
| Slavko Lukanc   | Lesiklás    |          |          |          |          | 3:37,1        | 54.           |
| Saša Molnar     | Lesiklás    |          |          |          |          | nem ért célba | nem ért célba |
| Saša Molnar     | Műlesiklás  | 1:11,4   | 13.      | 1:12,0   | 28.*     | 2:23,4        | 18.           |
| Tine Mulej      | Lesiklás    |          |          |          |          | 3:21,1        | 36.           |
| Tine Mulej      | Műlesiklás  | 1:15,0   | 21.      | 1:36,0   | 56.      | 2:51,0        | 40.           |
| Ciril Praček    | Lesiklás    |          |          |          |          | 3:52,3        | 71.*          |

| Versenyző       | Versenyszám | Lesiklás | Lesiklás | Lesiklás | Műlesiklás | Műlesiklás | Műlesiklás | Műlesiklás | Műlesiklás | Műlesiklás | Műlesiklás | Összesítés | Összesítés |
| Versenyző       | Versenyszám | Lesiklás | Lesiklás | Lesiklás | 1. futam   | 1. futam   | 2. futam   | 2. futam   | Össz.      | Össz.      | Össz.      | Összesítés | Összesítés |
| Versenyző       | Versenyszám | Idő      | Pont     | Hely.    | Idő        | Hely.      | Idő        | Hely.      | Idő        | Pont       | Hely.      | Pont       | Helyezés   |
| --------------- | ----------- | -------- | -------- | -------- | ---------- | ---------- | ---------- | ---------- | ---------- | ---------- | ---------- | ---------- | ---------- |
| Jože Bertoncelj | Összetett   | 4:00,2   | 36,08    | 61.      | 1:38,5     | 43.        | 1:19,6     | 38.        | 2:58,1     | 19,06      | 43.        | 55,14      | 51.        |
| Matevž Lukanc   | Összetett   | 3:50,3   | 30,68    | 53.      | 1:29,3     | 34.        | 1:13,1     | 22.        | 2:42,4     | 12,13      | 31.        | 42,81      | 37.        |
| Slavko Lukanc   | Összetett   | 3:37,1   | 23,28    | 39.      | 1:27,1     | 31.        | 1:15,4     | 26.*       | 2:42,5     | 12,17      | 32.        | 35,45      | 34.        |

* - egy másik versenyzővel azonos eredményt ért el

## Északi összetett
| Versenyző     | Sífutás | Sífutás | Sífutás | Síugrás  | Síugrás  | Síugrás  | Síugrás | Síugrás | Összesítés | Összesítés |
| Versenyző     | Sífutás | Sífutás | Sífutás | 1. ugrás | 2. ugrás | 3. ugrás | Össz.   | Össz.   | Összesítés | Összesítés |
| Versenyző     | Idő     | Pont    | Hely.   | Távolság | Távolság | Távolság | Pont    | Hely.   | Pont       | Helyezés   |
| ------------- | ------- | ------- | ------- | -------- | -------- | -------- | ------- | ------- | ---------- | ---------- |
| Tone Razinger | 1:28:24 | 176,3   | 23.     | 53,5     | (51,5)   | 55,5     | 176,2   | 33.     | 352,45     | 24.        |

## Sífutás
| Versenyző                                             | Versenyszám     | Eredmény | Helyezés |
| ----------------------------------------------------- | --------------- | -------- | -------- |
| Jože Knific                                           | 50 km           | 4:26:00  | 14.      |
| Jože Knific                                           | 18 km           | 1:29:01  | 55.      |
| Alojz Klančnik                                        | 18 km           | 1:33:02  | 69.      |
| Anton Pogačnik                                        | 18 km           | 1:29:08  | 56.      |
| Tone Razinger                                         | 18 km           | 1:28:24  | 51.      |
| Matevž Kordež                                         | 18 km           | 1:28:37  | 53.      |
| Matevž Kordež                                         | 50 km           | 4:27:25  | 16.      |
| Franc Smolej                                          | 50 km           | 4:26:12  | 15.      |
| Tone Razinger Tone Pogačnik Matevž Kordež Jože Knific | 4 × 10 km váltó | 2:55:55  | 9.       |

## Síugrás
| Versenyző      | 1. ugrás | 2. ugrás | Összesítés | Összesítés |
| Versenyző      | Távolság | Távolság | Pont       | Helyezés   |
| -------------- | -------- | -------- | ---------- | ---------- |
| Karel Klančnik | 58,0     | 65,5     | 197,2      | 23.        |
| Janko Mežik    | 61,0~    | 62,0     | 136,9      | 43.        |
| Janez Polda    | 63,5     | 71,0~    | 145,2      | 41.        |
| Franc Pribošek | 54,5     | 57,0     | 187,4      | 32.        |

~ - az ugrás során elesett